# Грб Мекленбург-Западне Помераније
Грб Мекленбург-Западне Помераније је званични грб немачке покрајине Мекленбург-Западна Померанија, који је у овом облику усвојен 1990. године. 

## Опис грба
Грб је подељен у четири поља и садржи грбове историјских покрајина: Мекленбург, Померанијa и Бранденбург. Грб Мекленбурга се налази на првом и четвртом пољу и приказује главу бика на златној позадини. Грб Помераније је у другом пољу и представљен је црвеним грифоном на сребреној позадини. На трећем пољу налази се грб Бранденбурга и има облик црвеног орла на сребреној позадини.
Историјски грб Помераније се користи и у суседном пољском војводству Западно Поморје, а историјски грб Бранденбурга као званични грб истоимене модерне немачке покрајине.